# Heinrich Hagen (Landrat)
Andreas Eduard Friedrich Heinrich Hagen (* 19. Februar 1857 in Hannover; † 21. September 1929 ebenda) war ein deutscher Landrat und Abgeordneter des Provinziallandtages der preußischen Provinz Hessen-Nassau.

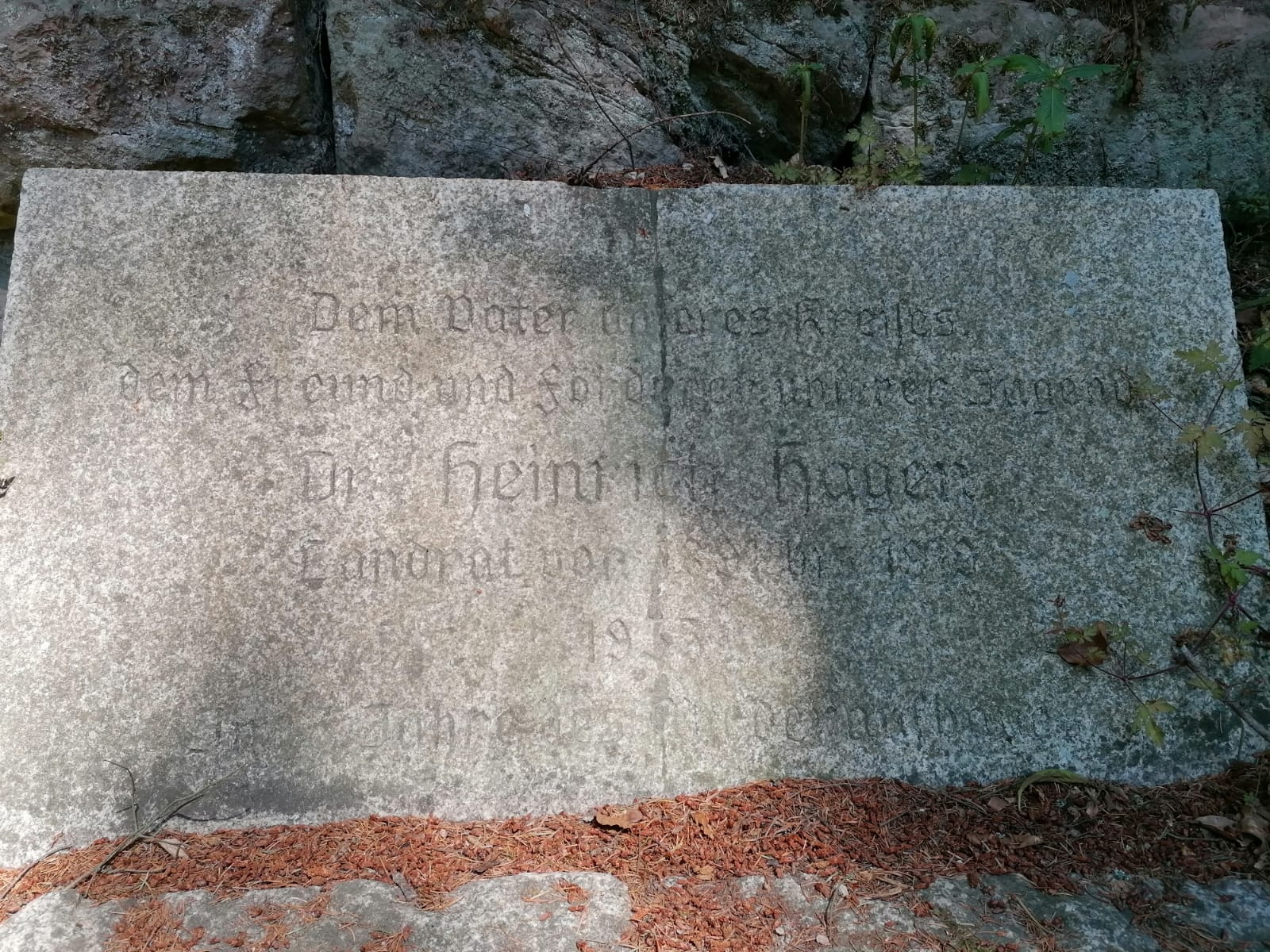
Gedenktafel für Heinrich Hagen im Ehrental, Schmalkalden

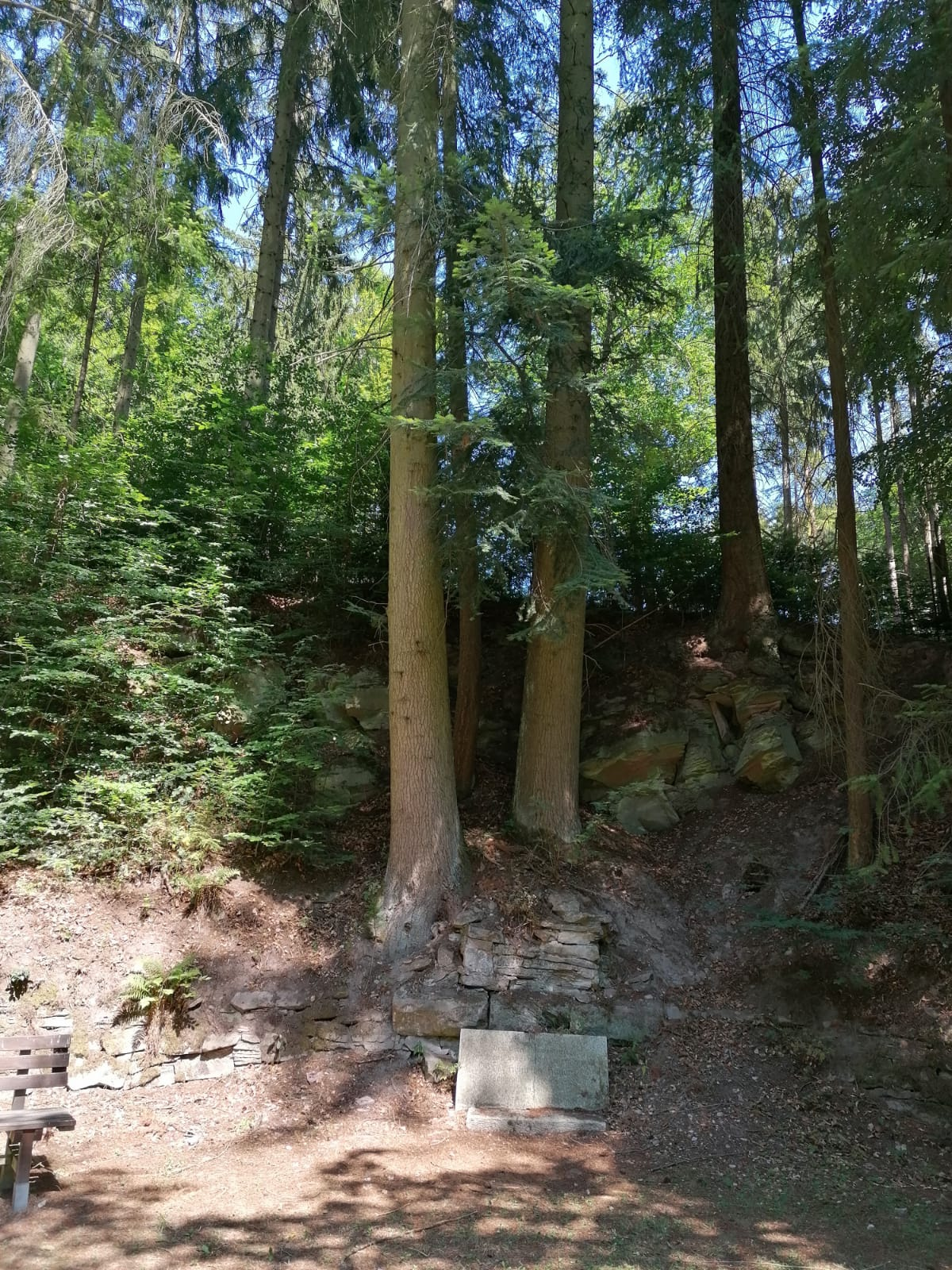
Lage der Gedenktafel für Heinrich Hagen, Ehrental, Schmalkalden

## Leben
Heinrich Hagen wurde als Sohn des hannoverschen Baurats Heinrich Hagen und dessen Gemahlin Amalie Gebhard geboren. Nach dem Abitur am Lyzeum Hannover im Jahre 1876 studierte er Staats- und Rechtswissenschaften an den Universitäten in Leipzig, Berlin und Göttingen, wo er am 1. August 1879 zum Dr. jur. promovierte. Er leistete seinen Militärdienst als Einjährig-Freiwilliger und kam danach zum Landgericht Hildesheim.
Hagen wollte in den Allgemeinen Verwaltungsdienst wechseln. Sein Antrag wurde jedoch wegen fehlender Kenntnisse in der Kameralistik abgelehnt. So besuchte er Vorlesungen in Finanzwissenschaften und Nationalökonomie. Im Oktober 1882 wurde er aus dem Justizdienst entlassen und der Bezirksregierung Erfurt als Regierungsreferendar zugewiesen.
Nach zwischenzeitlicher Beschäftigung in den Landratsämtern Heiligenstadt und Mühlhausen kam er 1885 nach dem Großen Staatsexamen als Regierungsassessor zur Bezirksregierung Breslau, wo er 1891 Regierungsrat wurde. Im selben Jahr wurde er zunächst kommissarischer Landrat in Schmalkalden, bis er hier am 14. Juli 1892 definitiv Landrat wurde. In diesem Amt blieb er bis Juli 1919, als er aus gesundheitlichen Gründen auf eigenen Wunsch in den Ruhestand trat. Von 1894 bis 1897 war er Mitglied des Kurhessischen Kommunallandtages des Regierungsbezirks Kassel, aus dessen Mitte er zum Abgeordneten des Provinziallandtages der Provinz Hessen-Nassau bestimmt wurde. Hier war er Mitglied des Hauptausschusses.
1899 war er Aufsichtsratsvorsitzender der Trusebahn-AG-Wernshausen-Herges-Vogtei.

## Auszeichnungen
- 30. November 1910: Ernennung zum Geheimen Regierungsrat